# Port William
Port William – wieś w Stanach Zjednoczonych, w stanie Ohio, w hrabstwie Clinton.